# 格蘭德維尤鎮區 (明尼蘇達州萊昂縣)
格蘭德維尤鎮區（英語：Grandview Township）是位於美國明尼蘇達州萊昂縣的一個行政鎮區。

## 地方資料
格蘭德維尤鎮區的面積為90.95平方千米，當中陸地面積為90.92平方千米，而水域面積為0.03平方千米。根據2020年美國人口普查的數據，當地共有人口261人，而人口密度為每平方千米2.87人。